# Cristian Soloa
Cristian Manuel Soloa (3 de febrero de 1988, Palmira, Mendoza) es un cantautor argentino conocido artísticamente como Cristian Soloa y participante del programa televisivo Operación triunfo 2009 (versión argentina) donde fue ganador.

## Biografía
Nació en la ciudad de Palmira, Argentina. Sus padres son Mercedes y Walter Soloa. Es el mayor de cinco hermanos, entre los que se encuentran Tizziana, su única hermana, y le siguen sus hermanos Esteban, Elías y Damián. A los 7 años tuvo su primer contacto con la música, donde cantaba en fiestas familiares. Cuenta que de niño iba en bicicleta hasta la casa de su tío paterno y agarraba la guitarra, a escondidas. Con él con quien aprendió los primeros acordes y continuó aprendiendo solo. De adolescente junto con algunos amigos, comenzó su primera banda.

## Carrera

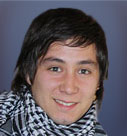
Cristian Soloa.

En marzo de 2009 con el apoyo de su padre decide presentarse al casting del programa Operación triunfo. Fue el vigésimo tercer participante en cantar en el casting en vivo de la cuarta edición del reality show conducido por Alejandro Marley por Telefe, donde permaneció cuatro meses entrenándose como cantante. Hizo duetos con otros participantes del reality como Gabriel Morales, Nadia Robledo y Martín Abascal. El 7 de junio Warner Music le otorga un premio por ser el participante con mayor cantidad de temas descargados a teléfonos celulares por parte del público. En tres ocasiones fue premiado por el jurado como la interpretación de la noche durante el concurso y jamás fue nominado por los miembros del jurado. El 12 de julio se consagra como el vencedor del concurso y se hace acreedor de un premio de cien mil pesos, además de un contrato con Warner Music Argentina para grabar un álbum. Con alrededor de cuatrocientos mil votos se convirtió en el preferido del público, y consiguió cien mil votos de diferencia con el segundo puesto que obtuvo el concursante salteño Gabriel Morales y el cordobés Agustín Arguello. El 18 de julio retornó a su tierra natal, Palmira, donde fue recibido por ocho mil personas en el centro de la ciudad como ciudadano ilustre.

## Discografía
- Cristian Soloa (2009)[9]
- Cerca de mí (2012)[6][1]

## Premios
- LI Festival Internacional de la Canción de Viña del Mar 2010, representó a Argentina con la canción «El día que me quieras» de Carlos Gardel y Alfredo Le Pera en febrero de 2010.[10]
- Disco de Oro, Cámara Argentina de Productores de Fonogramas y Videogramas, septiembre de 2009.[9]
- Número uno en el ranking semanal de venta de discos, Cámara Argentina de Productores de Fonogramas y Videogramas, agosto de 2009.
- Firma de contrato con Warner Music Operación triunfo (2009).
- Premio artista más descargado otorgado por Warner Music Operación triunfo (2009).
- Mención embajador turístico de la provincia de Mendoza (2009).
- Premio Revelación Festival Nacional de la tonada Mendoza.